# 경상북도청송교육지원청
경상북도청송교육지원청(慶尙北道靑松敎育支援廳, Cheongsong Office of Education)은 경상북도 청송군을 관할하는 경상북도교육청 산하의 교육지원청이다.
교육장은 장학관으로 보한다.

## 산하 기관

### 초등학교
| - 도평초등학교 - 부남초등학교 | - 안덕초등학교 - 이전초등학교 | - 진보초등학교 - 청송초등학교 | - 파천초등학교 - 화목초등학교 |

### 중학교
| - 구천중학교 - 안덕중학교 | - 진보중학교 - 진성중학교 | - 청송여자중학교 - 청송중학교 - 부동분교 | - 현동중학교 - 현서중학교 |